# ゲイリー・クラーク (バスケットボール)
ゲイリー・クラーク・ジュニア（Gary Clark Jr., 1994年11月16日 - ）は、アメリカ合衆国ノースカロライナ州スミスフィールド出身のプロバスケットボール選手。B.LEAGUEの横浜ビー・コルセアーズに所属している。ポジションはパワーフォワード。

## 経歴

### ハイスクール
クレイトン高等学校ではエースとして活躍し、通算得点、リバウンド、ブロックで同校歴代1位を記録した。また、ノースカロライナ州の高校生では史上唯一となるクアドルプル・ダブルを記録した。
ノースカロライナ州立大学からオファーを受けていたが、シンシナティ大学へ進学した。

### カレッジ
1年目の2014-15シーズン、シンシナティ大学ではランス・スティーブンソン以来となる1年生での開幕戦先発出場を果たした。このシーズンは34試合に出場して平均7.8得点、7.2リバウンド、1.3ブロックを記録した。
2015-16シーズンは32試合に出場して平均10.4得点、8.8リバウンド、1.5ブロックを記録し、AACの最優秀守備選手賞を受賞した。
2016-17シーズンは36試合に出場して平均10.8得点、7.9リバウンド、1.2ブロックを記録した。
2017-18シーズンは36試合に出場して平均12.9得点、8.7リバウンド、1.2ブロックを記録し、AACの最優秀選手賞、最優秀守備選手賞を受賞した。

### ヒューストン・ロケッツ
2018年のNBAドラフトでは指名がなく、ドラフト後にヒューストン・ロケッツとツーウェイ契約を結んだ。
2018-19シーズンはNBAで51試合に出場した。また、NBAGリーグのリオグランデバレー・バイパーズでも10試合に出場した。
2019年のサマーリーグにロケッツの一員として参加し、その後再契約した。
2020年1月7日に解雇された。

### オーランド・マジック
2020年1月14日にオーランド・マジックと10日間契約を結んだ。29日に2度目の10日間契約を結び、2月8日にシーズン終了までの契約を結んだ。同年のプレーオフではミルウォーキー・バックスとの1回戦で全5試合に先発出場した。
2020年11月23日にマジックと再契約した。

### デンバー・ナゲッツ
2021年3月25日にゲイリー・ハリス、R・J・ハンプトン、ドラフト1巡目指名権とのトレードで、アーロン・ゴードンと共にデンバー・ナゲッツへ移籍した。移籍後は2試合に出場したが、4月9日に解雇された。

### フィラデルフィア・76ers
2021年5月11日にフィラデルフィア・76ersとツーウェイ契約を結んだ。

### カピタネス・デ・シウダー・デ・メヒコ
2021年11月にNBAGリーグのカピタネス・デ・シウダー・デ・メヒコと契約した。

### ニューオーリンズ・ペリカンズ
2021年12月3日にニューオーリンズ・ペリカンズと契約した。カピタネスの選手がNBAチームと契約したのは史上初であった。2022年1月7日に解雇されたが、2日後にツーウェイ契約を結んだ。

### カピタネス復帰
2022年11月に、前年在籍したカピタネスと再び契約した。

### イラワラ・ホークス
2023年6月24日にNBLのイラワラ・ホークスと契約した。

### 横浜ビー・コルセアーズ
2024年6月13日にNBAGリーグのエクスパンションドラフトにて、新たに創設されたバレー・サンズから指名された。しかし、8月6日にB.LEAGUEの横浜ビー・コルセアーズと契約した。

## 代表歴
2022年のFIBAアメリカップにアメリカ合衆国代表で出場した。

## 個人成績

### NBA

#### レギュラーシーズン
| シーズン | チーム | GP  | GS | MPG  | FG%  | 3P%  | FT%   | RPG | APG | SPG | BPG | PPG |
| -------- | ------ | --- | -- | ---- | ---- | ---- | ----- | --- | --- | --- | --- | --- |
| 2018–19  | HOU    | 51  | 2  | 12.6 | .331 | .297 | 1.000 | 2.3 | .4  | .4  | .5  | 2.9 |
| 2019–20  | HOU    | 18  | 0  | 11.8 | .390 | .353 | .857  | 2.2 | .7  | .1  | .4  | 3.9 |
| 2019–20  | ORL    | 24  | 5  | 14.8 | .419 | .350 | 1.000 | 2.9 | .2  | .2  | .6  | 3.6 |
| 2020–21  | ORL    | 35  | 11 | 18.2 | .305 | .287 | .800  | 3.2 | .9  | .3  | .2  | 3.4 |
| 2020–21  | DEN    | 2   | 0  | 2.0  | –    | –    | –     | .5  | .0  | .0  | .0  | .0  |
| 2020–21  | PHI    | 2   | 0  | 6.5  | .000 | .000 | –     | 1.0 | .5  | .5  | .0  | .0  |
| 2021–22  | NOP    | 38  | 1  | 9.9  | .375 | .400 | .700  | 2.4 | .5  | .3  | .2  | 2.7 |
| 通算     | 通算   | 170 | 19 | 13.2 | .351 | .326 | .838  | 2.5 | .5  | .3  | .4  | 3.1 |

#### プレーオフ
| シーズン | チーム | GP | GS | MPG  | FG%  | 3P%  | FT%  | RPG | APG | SPG | BPG | PPG |
| -------- | ------ | -- | -- | ---- | ---- | ---- | ---- | --- | --- | --- | --- | --- |
| 2019     | HOU    | 2  | 0  | 2.0  | –    | –    | –    | .5  | .0  | .0  | .0  | .0  |
| 2020     | ORL    | 5  | 5  | 28.8 | .333 | .344 | .800 | 5.6 | 1.4 | 1.0 | .4  | 7.4 |
| 通算     | 通算   | 7  | 5  | 21.1 | .333 | .344 | .800 | 4.1 | 1.0 | .7  | .3  | 5.3 |

### カレッジ
| シーズン | チーム       | GP  | GS  | MPG  | FG%  | 3P%  | FT%  | RPG | APG | SPG | BPG | PPG  |
| -------- | ------------ | --- | --- | ---- | ---- | ---- | ---- | --- | --- | --- | --- | ---- |
| 2014-15  | シンシナティ | 34  | 34  | 27.8 | .524 | .000 | .625 | 7.2 | 1.7 | 1.0 | 1.3 | 7.8  |
| 2015-16  | シンシナティ | 33  | 32  | 30.4 | .519 | .520 | .687 | 8.8 | 2.1 | 1.2 | 1.5 | 10.4 |
| 2016-17  | シンシナティ | 36  | 35  | 28.6 | .529 | .286 | .697 | 7.9 | 2.1 | 1.0 | 1.2 | 10.8 |
| 2017-18  | シンシナティ | 36  | 36  | 28.5 | .526 | .435 | .741 | 8.7 | 2.1 | 1.4 | 1.2 | 12.9 |
| 通算     | 通算         | 139 | 137 | 28.8 | .525 | .383 | .698 | 8.1 | 2.0 | 1.2 | 1.3 | 10.5 |